# Turilândia
Turilândia é um município brasileiro do estado do Maranhão. Antiga Pilões, em 1994 foi emancipada e tornou-se Turilândia, vizinho do município de Santa Helena separados pelo rio Turiaçu. Conhecida pelo exuberante por do sol e tradicionais eventos culturais. Possui 31.638 habitantes (Censo 2022).

## História
O município de Turilândia foi criado pela lei estadual nº 6183 de 10 de novembro de 1994.

## Política
Em junho de 2016, uma operação da Superintendência de Combate à Corrupção (Seccor) da Polícia Civil do Maranhão prendeu o ex-prefeito Domingos Sávio Fonseca da Silva, o Domingos Curió, por suspeitas de desvios de recursos públicos durante o exercício de seu mandato na prefeitura. Além dele foi preso sua esposa, ex-secretária de finanças do município. A operação foi desdobramento da investigação do assassinato de Décio Sá em 2012 e que resultou na descoberta de um esquema de agiotagem praticado em mais de 40 prefeituras do Maranhão, liderado por José de Alencar Miranda Carvalho e seu filho, Gláucio Alencar Pontes Carvalho.

### Prefeitos
- 1997-2000: Teodoro Gusmão Costa
- 2001-2004: Teodoro Gusmão Costa
- 2005-2008: Domingos Curió
- 2009-2012: Domingos Curió
- 2013-2020: Alberto Magno
- 2021-atual: Paulo Curió

## Geografia
O município de Turilândia possui uma extensão territorial de 1.507,976 quilômetros quadrados, ocupando a 63 posição entre os 217 municípios maranhenses em termos de área.

### Demografia
Segundo dados do Censo Demográfico de 2022, Turilândia contava com 31.638 habitantes, resultando em uma densidade populacional de aproximadamente 20,99 habitante por quilômetro quadrado. No contexto estadual, o município ocupava a 46 posição em número de habitantes e a 97 em densidade demográfica comparando-se com outros municípios do estado do Maranhão. A estimativa populacional para o ano de 2024 era de 33.032 habitantes.

### Educação
Em 2010, a taxa de escolarização de crianças entre 6 e 14 anos em Turilândia era de 93,9 %, colocando o município na 196 colocação entre os 217 do estado. Quanto ao Índice de Desenvolvimento da Educação Básica (IDEB) referente ao ano de 2023, os anos iniciais do ensino fundamental na rede pública apresentaram índice de 4,5 enquanto os anos finais atingiram 4,0.
| Taxa de escolarização de 6 a 14 anos de idade [2010]             | 93,9 %           |
| IDEB – Anos iniciais do ensino fundamental (Rede pública) [2023] | 4,5              |
| IDEB – Anos finais do ensino fundamental (Rede pública) [2023]   | 4,0              |
| Matrículas no ensino fundamental [2023]                          | 4.211 matrículas |
| Matrículas no ensino médio [2023]                                | 840 matrículas   |
| Docentes no ensino fundamental [2023]                            | 386 docentes     |
| Docentes no ensino médio [2023]                                  | 51 docentes      |
| Número de estabelecimentos de ensino fundamental [2023]          | 55 escolas       |
| Número de estabelecimentos de ensino médio [2023]                | 2 escolas        |

Fonte: IBGE

## Economia
Em 2021, o Produto Interno Bruto (PIB) per capita de Turilândia foi de R$ 8.544,48, valor que colocava o município na 130 posição entre os 217 do estado do Maranhão. Já em 2023, as receitas oriundas de fontes externas representavam 96,25 % do total arrecadado pelo município, o que o posicionava em 36 lugar no ranking estadual.
| PIB per capita [2021]                                                                           | 8.544,48 R$       |
| Índice de Desenvolvimento Humano Municipal (IDHM) [2010]                                        | 0,536             |
| Total de receitas brutas realizadas [2023]                                                      | 130.492.092,32 R$ |
| Transferências correntes (Percentual em relação às receitas correntes brutas realizadas) [2023] | 96,25 %           |
| Total de despesas brutas empenhadas [2023]                                                      | 131.125.937,20 R$ |

Fonte: IBGE
| Salário médio mensal dos trabalhadores formais [2022]                                             | 1,7 salários mínimos |
| Pessoal ocupado [2022]                                                                            | 1.456 pessoas        |
| População ocupada [2022]                                                                          | 4,60 %               |
| Percentual da população com rendimento nominal mensal per capita de até 1/2 salário mínimo [2010] | 54,1 %               |

Fonte: IBGE